# Рак Анастасія Трохимівна
Рак Анастасія Трохимівна (Дегтяр) (* 1922, Васильки, Лохвицький район, Полтавська область — † 15 січня 2014, Київ) — українська народна художниця, відома роботами в стилі примітивізму, живописом на склі. Членкиня Національної спілки митців народного мистецтва України.

## Біографія
Народилася в сім'ї порівняно заможних селян в селі Васильки у Лохвицькому районі Полтавської області.
Сім'я пережила Голодомор, прийняла до себе дітей материної сестри, батьки котрих померли від голоду.
Перед війною Анастасія вступила до Лубенського педінституту.
У 1942 році Анастасію забрали до Німеччини на примусові роботи. Працювала на годинниковій фабриці в місті Карлсруе.
Після війни закінчила педучилище у Лохвиці, стала вчителювати в селі Ісківці, де зустріла у 1947 році військового Василя, з яким одружилась.
Сім'я переїхала на Далекий Схід і лише в 1960-х повернулася в Україну та оселилася в Кривому Розі. Анастасія пропрацювала там 20 років вихователькою в дитячому садку. Виростила трьох дітей.
В останні роки Анастасія Рак мешкала в Києві разом з сином Володимиром, художником, реставратором та співробітником Музею Івана Гончара. Померла взимку 2014 року.

## Творчість
Малювати Рак почала ще до Другої світової війни, продовжила в Німеччині, куди її забрали на роботи.
Її картини помітили, й вони навіть приносили гроші. Коли війна скінчилася, повернулася у Васильки. В Україні творити було ніколи та й ні для кого: людям заборонили цікавитися народною творчістю.
Малювала тільки для рідних та знайомих.
Діти Анастасії Рак організували її першу виставку, коли їй було 68.
На Дні української культури в Парижі роботи художниці було виставлено в Музеї людини, виставку було подовжено на вісім місяців, Анастасію Рак запросили провести майстер-клас.
Париж повернув їй віру в себе. З 2000 року Рак активно почала творити, повторила по пам'яті свої ранні роботи, перейшла від ніжних кольорів до інтенсивніших тонів.
Живопис на склі Анастасії Рак характеризоється простотою і глибиною зображуваного.
Картини Рак зберігаються у Державному музеї українського народного мистецтва, Народному музеї народної архітектури і побуту, музеї Івана Гончара, Державному музеї Т. Г. Шевченка, Державному музеї літератури, Запорізькому художньому музеї, у Музеї людини в Парижі.

## Виставки
У 2010 році виставка Анастасії Рак відбулася в Одеському музеї західного та східного мистецтва.
У 2012 році Музей Івана Гончара організував виставку робіт Анастасії Рак присвячену її 90-літтю. 

## Друковані видання
Анастасії Рак присвячено одне з видань Музею людини 1999 року.

## Пам'ять
26 липня 2024 року вулиця Юрія Смірнова у Кривому Розі перейменована на вулицю Анастасії Рак.